# Inundațiile din septembrie 2024 din România
Inundațiile din septembrie 2024 din România fac parte dintr-o serie de inundații grave care au afectat Europa Centrală începând cu data de 13 septembrie, iscate de Furtuna Boris. În România, cele mai lovite au fost județele Galați și Vaslui. Regiunea, mărginită de râurile Siret și Prut, s-a confruntat cu precipitații necruțătoare, care au făcut ca aceste râuri să se reverse, făcând ravagii în întreaga zonă. Șapte decese au fost înregistrate în România, în localitățile Pechea, Drăgușeni, Costache Negri, Corod, Slobozia Conachi, Suhurlui și Grivița. Locuitorii din aceste zone au fost forțați să evacueze, mulți folosind bărci și plute improvizate, deoarece inundațiile au crescut rapid. Mai multe râuri locale și-au spart malurile, transformând terenurile agricole și zonele rezidențiale în zone inundate, complicând și mai mult operațiunile de salvare.
Drumuri cheie precum DN25 și DN26, care leagă zonele rurale de orașul Galați, au fost complet întrerupte, lăsând serviciile de urgență să se străduiască să ajungă în zonele afectate.
Aproximativ 7.000 de gospodării din 28 de localități au fost afectate de inundații în județul Galați, în timp ce în județul Vaslui sunt 315 persoane sinistrate, fiind afectate 210 case și 316 anexe de gospodărie. Apele nu s-au retras nici după cinci zile de la ploile torențiale, având în unele zone adâncimi de un metru și jumătate.
Linia ferată Galați-Bârlad a fost distrusă de alunecările de teren cauzate de precipitațiile abundente, cel puțin șapte kilometri de terasament fiind măturați de ape.

## Reacții oficiale
Imediat după primele inundații, Prim-ministrul României Marcel Ciolacu și Președintele Senatului Nicolae Ciucă s-au deplasat în județul Galați alături de ministrul de Interne Cătălin Predoiu și șeful DSU Raed Arafat.
Pentru ziua de luni, 16 septembrie, Marcel Ciolacu a convocat o ședință extraordinară de Guvern care a avut pe agendă măsuri de intervenție rapidă și ajutor pentru persoanele afectate de inundații. Un buget de 55 de milioane de lei a fost alocat primei tranșe de ajutoare bănești de urgență. Fiecare familie sau persoană singură afectată de inundații va primi 10.000 de lei. Iar pentru cei care au și victime, suplimentar încă 10.000 de lei.